# 純愛ラプソディ
「純愛ラプソディ」（じゅんあいラプソディ）は、竹内まりやの24枚目のシングル。1994年5月10日にMOON RECORDSより発売された。

## 解説
1994年4月から6月期に放映された日本テレビ系水曜ドラマ『出逢った頃の君でいて』の主題歌として制作され、ドラマの内容に沿う形で「ポジティブ」な不倫の歌に仕上げられている楽曲である。日産自動車「セフィーロ」のCMソングにもなり1994年から1995年まで使用された。この曲はオリジナル・アルバム未収録で、ベスト・アルバムの『Impressions』と『Expressions』に収録された。
カップリングの「約束」は、中森明菜のアルバム『CRIMSON』への提供曲のセルフカバー。この曲もオリジナル・アルバム未収録で、ベスト・アルバム『Turntable』に収録された。

## チャート成績
それまで最高セールスだった「シングル・アゲイン」を上回り、累計で89.6万枚を売り上げる自身最大のヒット・シングルとなった。

## 収録曲

### 8cmCD
| 全作詞・作曲: 竹内まりや、全編曲: 山下達郎。 |                                                                      |            |            |      |
| #                                            | タイトル                                                             | 作詞       | 作曲・編曲 | 時間 |
| 1.                                           | 「純愛ラプソディ」(日本テレビ系ドラマ『出逢った頃の君でいて』主題歌) | 竹内まりや | 竹内まりや | 4:42 |
| 2.                                           | 「約束」                                                             | 竹内まりや | 竹内まりや | 3:54 |
| 3.                                           | 「純愛ラプソディ（オリジナル・カラオケ）」                           | 竹内まりや | 竹内まりや | 4:42 |
| 4.                                           | 「約束（オリジナル・カラオケ）」                                     | 竹内まりや | 竹内まりや | 3:54 |
| 合計時間:                                    | 合計時間:                                                            | 17:12      |            |      |

### シングル・カセット

#### Side A
1. 純愛ラプソディ
2. 純愛ラプソディ（オリジナル・カラオケ）

#### Side B
1. 約束
2. 約束（オリジナル・カラオケ）

## レコーディング・メンバー

### 純愛ラプソディ
- 山下達郎 : Drum Programming. Computer Programming, Electric Guitar, Keyboards, Glocken, Percussion & Background Vocals
- 難波弘之 : Electric Organ
- 竹内まりや : Background Vocals

### 約束
- 山下達郎 : Drums, Electric Guitar, Keyboards, Vibraphone, Glocken & Percussion
- 伊藤広規 : Electric Bass
- 椎名和夫 : Synthsizer Operation

## 収録アルバム
純愛ラプソディ
- 『Impressions』（1994年）
- 『Expressions』（2008年）

約束
- 『Denim』初回限定盤（2007年）
- 『Turntable』（2019年）

## カバー
- リッキー・フィリップス〈スティクス〉（1995年） - アルバム『ベスト・オブ・レゲエ・カヴァー Ver.1』収録。
- 伊東ゆかり（2002年） - アルバム『Touch Me Lightly』収録。
- リチャード・ペイジ（2003年） - コンピレーション・アルバム『Sincerely...II〜Mariya Takeuchi Songbook〜』収録。
- SALLY（上野沙織）（2008年） - アルバム『CITY LOVERS』収録。
- 入野自由（2022年） - アルバム『NO CONCEPT』収録。

## 参考資料
- 『Impressions』（ライナーノーツ）竹内まりや、MOON RECORDS/ワーナーミュージック・ジャパン、1994年7月。AMCM 4200。
- 『Sincerely...II〜Mariya Takeuchi Songbook〜』（ライナーノーツ）Various Artists、ユニバーサルミュージック、2003年4月。UPCH-1231。